# انجيلو فيراري
انجيلو فيراري (بالإنجليزية: Angelo Ferrari)‏ (و. 1897 – 1945 م) هو ممثل، من مملكة إيطاليا، ولد في روما، توفي في برلين، عن عمر يناهز 48 عاماً.

## وصلات خارجية
- انجيلو فيراري على موقع IMDb (الإنجليزية)
- انجيلو فيراري على موقع ألو سيني (الفرنسية)
- انجيلو فيراري على موقع أول موفي (الإنجليزية)
- انجيلو فيراري على موقع قاعدة بيانات الأفلام السويدية (السويدية)
- انجيلو فيراري على موقع قاعدة بيانات الفيلم (الإنجليزية)
- انجيلو فيراري على موقع كينوبويسك (الروسية)